# L'Étudiant noir
Ne doit pas être confondu avec L'Étudiant étranger.

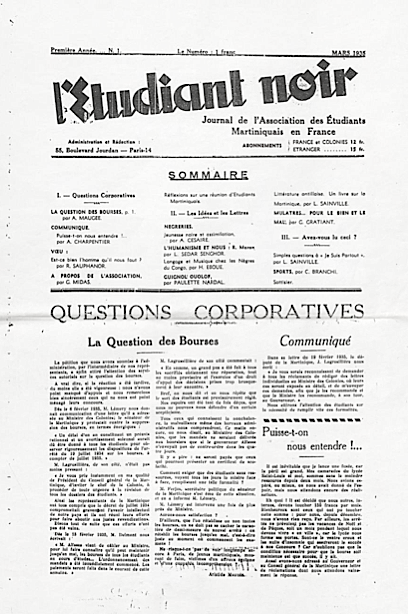
Couverture du premier numéro de L'Étudiant noir (Paris, mars 1935). Sources : BNF.

L'Étudiant noir, sous-titré Journal mensuel de l’association des étudiants martiniquais en France, est une revue créée par le Martiniquais Aimé Césaire en 1935 à Paris. 

## Historique
C'est Césaire, devenu président de l'Association des étudiants martiniquais en France en 1934, qui lui donne ce nom.
Le Guyanais Léon-Gontran Damas y a publié ses premiers poèmes pigmentaires et le Sénégalais Léopold Sédar Senghor ses premiers articles. Ils étaient alors étudiants. Damas le définira ainsi : « l'Étudiant noir, journal corporatif et de combat, avait pour objectif la fin de la tribalisation, du système clanique en vigueur au quartier Latin ! On cessait d'être étudiant martiniquais, guadeloupéen, guyanais, africain et malgache, pour n'être qu'un seul et même étudiant noir. »
Elle voit le jour la même année que la revue Légitime défense dirigée par Étienne Léro qui rassemble les étudiants antillais à Paris.
Seules deux livraisons de la revue L'Étudiant noir sont disponibles, celles de mars 1935 (n° 1) et de mai-juin 1935 (n° 3). L'adresse initiale de la rédaction correspond à la Cité internationale universitaire de Paris, où se trouvait en résidence les concepteurs de cette revue. Puis l'adresse devient le 20, rue Duranton.
C'est dans un article intitulé « Conscience raciale et révolution sociale » du no 3 mai-juin 1935 de L'Étudiant noir qu'Aimé Césaire exprime pour la première fois son concept de négritude, qu'il reprendra dans toute son œuvre.